# Banana (album)
Banana je název debutu stejnojmenné ostravské kapely. Skladby na této desce skupina nahrávala ve studiu Miloše Dodo Doležala a album vydalo v roce 2003 vydavatelství Universal Music.

## Stopy
1. Vodkovo oko
2. La Resistence
3. Hon na Pentagon
4. Scary Movie
5. Guru Day
6. Smrt na Tahiti
7. Sex Bannyn
8. Wes ist das
9. Bonnie and Clyde
10. Matematika